# Linsoles
Linsoles es una urbanización española en el municipio de Sahún, provincia de Huesca, Aragón. Se encuentra situado a las orillas del río Ésera, en el valle de Benasque.